# 금호초등학교 (경남)
금호초등학교(琴湖初等學校)는 대한민국 경상남도 진주시에 있는 공립 초등학교이다. 2013년~2016년까지 교육부요청 디지털교과서 정책 연구학교다. 2016년 기준으로 진주시에서 가장 많은 학생이 재학 중이다. 배구부, 티볼부, 풋살부, 합창부, 씨름부, 사물놀이부 등의 많은 부서가 있다.

## 학교 연혁
- 2008년 3월 1일: 개교
- 2013년~2016년: 교육부 요청 디지털교과서 정책 연구학교
- 2016년 3월 1일: 39학급 편성
- 2016년 8월 3일: 6학급 증축공사 완공

## 참고 자료
- 금호초등학교 - 한국교육학술정보원 학교알리미